# Sac City
Sac City ist eine Stadt (mit dem Status „City“) und Verwaltungssitz des Sac County im US-amerikanischen Bundesstaat Iowa. Im Jahr 2010 hatte Sac City 2220 Einwohner, deren Zahl sich bis 2015 auf 2144 verringerte. Das U.S. Census Bureau hat bei der Volkszählung 2020 eine Einwohnerzahl von 2.063 ermittelt.

## Geografie
Sac City liegt im Nordwesten Iowas am North Raccoon River, der über den Raccoon River und den Des Moines River zum Stromgebiet des Mississippi gehört.
Die geografischen Koordinaten von Sac City sind 42°25′20″ nördlicher Breite und 94°59′23″ westlicher Länge. Das Stadtgebiet erstreckt sich über eine Fläche von 12,77 km² und bildet den größten Teil der Jackson Township.
Nachbarorte von Sac City sind Newell (20,8 km nördlich), Fonda (29,6 km nordöstlich), Lytton (10,8 km östlich), Yetter (23,5 km südöstlich), Auburn (28 km südsüdöstlich), Lake View (17,5 km südsüdwestlich), Wall Lake (25,1 km in der gleichen Richtung), Odebolt (34,3 km südwestlich), Early (18,7 km westnordwestlich) und Nemaha (17,9 km nordwestlich).
Die nächstgelegenen größeren Städte sind Iowas Hauptstadt Des Moines (198 km südöstlich), Kansas City in Missouri (419 km südlich), Nebraskas größte Stadt Omaha (191 km südwestlich), Sioux City (134 km westlich), South Dakotas größte Stadt Sioux Falls (276 km nordwestlich), die Twin Cities in Minnesota (Minneapolis und Saint Paul) (414 km nordnordöstlich) und Cedar Rapids (310 km ostsüdöstlich).

## Verkehr
Wenige Kilometer nordöstlich von Sac City kreuzen der in Nord-Süd-Richtung verlaufende U.S. Highway 71 den von West nach Ost führenden U.S. Highway 20. Im Zentrum der Stadt verlaufen heute untergeordnete Straßen, von denen die Main Street den North Racoon River kreuzt.
Mit dem Sac City Municipal Airport befindet sich 5 km südsüdwestlich ein kleiner Flugplatz für die Allgemeine Luftfahrt. Die nächsten Verkehrsflughäfen sind der Des Moines International Airport (204 km südöstlich), das Eppley Airfield in Omaha (200 km südwestlich), der Sioux Gateway Airport in Sioux City (139 km westlich) und der Sioux Falls Regional Airport (277 km nordwestlich).

## Geschichte
Im Jahr 1855 wurde der Ort planmäßig angelegt und zum Sitz der Verwaltung des gleichnamigen Countys erhoben. Neunzehn Jahre später wurde Sac City als City inkorporiert.

## Bevölkerung
Nach der Volkszählung im Jahr 2010 lebten in Sac City 2220 Menschen in 1018 Haushalten. Die Bevölkerungsdichte betrug 167,9 Einwohner pro Quadratkilometer. In den 1018 Haushalten lebten statistisch je 2,1 Personen.
Ethnisch betrachtet setzte sich die Bevölkerung zusammen aus 98,3 Prozent Weißen, 0,1 Prozent Afroamerikanern sowie 0,2 Prozent Asiaten; 1,3 Prozent stammten von zwei oder mehr Ethnien ab. Unabhängig von der ethnischen Zugehörigkeit waren 0,2 Prozent der Bevölkerung spanischer oder lateinamerikanischer Abstammung.
20,8 Prozent der Bevölkerung waren unter 18 Jahre alt, 52,8 Prozent waren zwischen 18 und 64 und 26,4 Prozent waren 65 Jahre oder älter. 53,8 Prozent der Bevölkerung waren weiblich.
Das mittlere jährliche Einkommen eines Haushalts lag bei 36.328 USD. Das Pro-Kopf-Einkommen betrug 19.939 USD. 10,6 Prozent der Einwohner lebten unterhalb der Armutsgrenze.

## Bekannte Bewohner
- Samuel Andrew Stouffer (1900–1960) – Sozialpsychologe und Soziologe – geboren in Sac City
- Eric Swalwell (geb. 1980) – seit 2013 Abgeordneter des US-Repräsentantenhauses – geboren in Sac City